# Szabó Dávid (nyelvújító)
Barczafalvi Szabó Dávid (Bodrogkeresztúr, 1752. – Sárospatak, 1828. március 20.) magyar tanár, író, nyelvújító, műfordító, lapszerkesztő.

## Élete
A bodrogkeresztúri református anyakönyv egy utólagos, 1911-es bejegyzése szerint 1752-ben született. A helyi református anyakönyvezés csak az 1750-es évek második felében indult meg, így korhű bejegyzés nem áll rendelkezésre a születését illetően. Tanult Sárospatakon, ahol az akadémiai tanfolyamot 1770. január 20-án kezdte és 1783-ban végezte el. 1784-1786 között két ízben is szerkesztette a Magyar Hírmondót. Ezután egy ideig Pozsonyban lakott. Meglátogatta a külföldi akadémiákat Németországban és Belgiumban, ahonnan 1790-ben hazájába visszatérve, 1791. január 26-án Sárospatakra a matematika és a fizika tanárának választották meg. Hogy szaktudományára alaposan felkészülhessen, még abban az évben az egyházkerülettől száz arany útiköltséget nyerve Göttingenbe ment. Egyévi ott-tartózkodás után tanári székét 1792. május 1-jén foglalta el, s tantárgyait magyarul adta elő. Az egyházkerületi gyűlés azon óhajtásának adott kifejezést, hogy a tanár ne neologizáljon. 1802. július 16-án a kollégium rektorának választották meg. Ő vezette be Sárospatakon az összhangzatos éneklést a főiskolai énekkarban. 1805. július 16-án hivataláról leköszönt, és ettől fogva magányba vonulva élt Sárospatakon.
Szenvedélyes szógyártó volt. A nyelvújítás történetét szorosan véve az ő fellépésétől számíthatjuk. II. Józsefnek a német nyelv használatát előnyben részesítő rendeletei őt is felháborították. Ezért, amikor 1785 tavaszán másodszor is a Magyar Hírmondó élére került, tudósításai szövegében csakúgy ontotta az új szavakat és kifejezéseket. Szógyártmányaival sokat ártott a Magyar Hírmondónak, végül kénytelen volt visszavonulni. Elképesztő szószörnyetegei mellett kitűnő új szavakat is alkotott. Ötvennél több fontos szava gyökerezett meg nyelvünkben.
Regényfordításába, az 1787-ben megjelent Szigvártba is az újonnan csinált szavak egész tömegét szőtte. Johann Martin Miller német író (1750–1814) Werther-utánzatát (Siegwart, eine Klostergeschichte, 1776) fordította magyarra, ez az első magyar nyelvű szentimentális regény. Hatását gyöngítette a szeszélyesen képzett, sokszor érthetetlen szavak tömege. A regényt Barczafalvi Szabó Dáviddal körülbelül egyidőben Kazinczy Ferenc is magyar nyelvre tette át, de ez a magyarítása nem jelent meg, kézirata is megsemmisült.

## Művei
- Szigvart klastromi története. Németből fordította Pozsony, 1787. Két darab. (Mindkét darab végén új szavak tárával. Kazinczy Ferenc a Szigvartnak sokat csúfolt nyelvét a túlzó purizmus paródiájának sejteti.)
- Dissertatio inauguralis multiplicibus scientiarum naturalium in omni vita utilitatibus. Ugyanott, 1792. (Tanári székfoglaló.)
- A tudományok magyarúl. Ugyanott, 1792.

A Szegedi Híradó (1877, 291. sz.) egy levelét közli Dugonicshoz 1789-ből. A magyar tudós akadémiához 39 népdalt küldött be népdalgyűjteménye számára.

## Emlékezete
- Élete és munkássága emlékét őrzi Móra Ferenc Enygeges belörmész és egyéb altiszt című novellája (megjelent az író A fele sem tudomány című kötetében).